# Zimní stadion Tábor
Zimní stadion Tábor je sportovní stadion v Táboře, kde hraje své domácí zápasy HC Tábor. Jeho kapacita dosahuje 5 200 míst, z čehož slouží 3 992 k sezení a 1 208 je určeno ke stání. V areálu Zimního stadionu se dále nachází cvičebna míčových sportů, herna stolního tenisu, restaurace a hotel. Otevřen byl v roce 1971.
Během rekonstrukce Budvar arény v sezóně 2001–2002 zde sehrál několik extraligových zápasů klub HC České Budějovice. V přípravě na mistrovství světa 2002 zde sehrála česká hokejová reprezentace zápas proti Švýcarsku, ve kterém zvítězila 4:3.

## Galerie

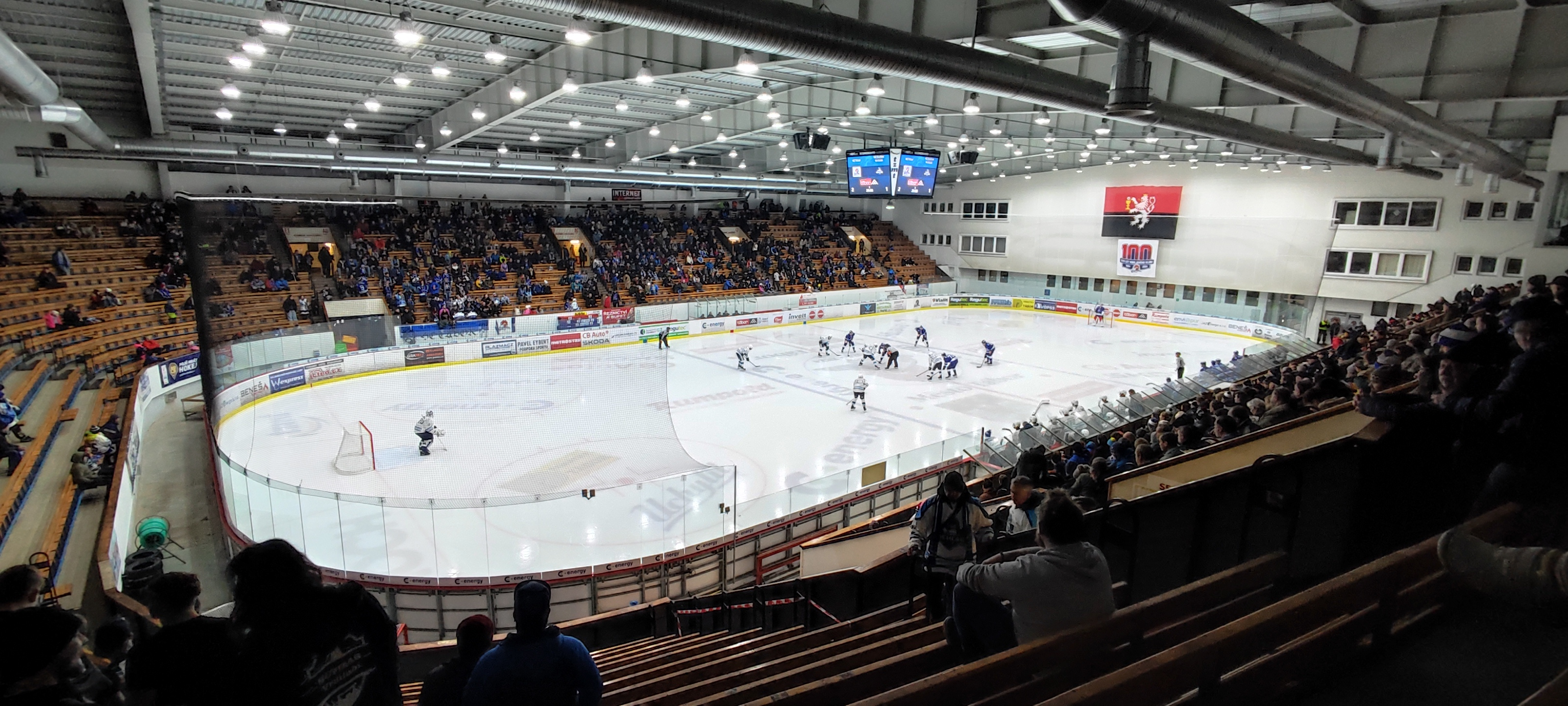
Interiér